# Atletismo nos Jogos Pan-Americanos de 2015 - Salto em distância feminino
A competição do salto em diatância feminino foi um dos eventos do atletismo nos Jogos Pan-Americanos de 2015, em Toronto. Foi disputada no Estádio CIBC de Atletismo Pan e Parapan-Americano no dia 24 de julho.

## Calendário
Horário local (UTC-4).
| Data        | Horário | Fase  |
| ----------- | ------- | ----- |
| 24 de julho | 19:25   | Final |

## Medalhistas
| Ouro   | CAN Christabel Nettey  |
| Prata  | BAH Bianca Stuart      |
| Bronze | USA Sha'Keela Saunders |

## Recordes
Recordes mundial e pan-americano antes da disputa dos Jogos Pan-Americanos de 2015.
| Tipo                             | Atleta               | Marca  | Local        | Data                 |
| -------------------------------- | -------------------- | ------ | ------------ | -------------------- |
|                                  | Galina Chistyakova   | 7,52 m | Leningrado   | 11 de junho de 1988  |
| Recorde dos Jogos Pan-Americanos | Jackie Joyner-Kersee | 7,45 m | Indianápolis | 13 de agosto de 1987 |

## Resultados

### Final
| Colocação         | Atleta                | Nacionalidade                | #1   | #2      | #3   | #4   | #5   | #6   | Marca | Vento | Notas                |
| ----------------- | --------------------- | ---------------------------- | ---- | ------- | ---- | ---- | ---- | ---- | ----- | ----- | -------------------- |
| Medalha de ouro   | Christabel Nettey     | CAN Canadá                   | 6.81 | 6.56    | 6.61 | 6.80 | 6.90 | 6.84 | 6.90  | +1.1  |                      |
| Medalha de prata  | Bianca Stuart         | BAH Bahamas                  | 6.32 | 6.37    | 6.57 | 6.69 | 6.64 | x    | 6.69  | +0.5  |                      |
| Medalha de bronze | Sha'Keela Saunders    | USA Estados Unidos           | 6.47 | 6.30    | 6.40 | 6.41 | x    | 6.66 | 6.66  | +1.1  |                      |
| 4                 | Brianne Theisen-Eaton | CAN Canadá                   | 6.59 | 6.64    | 6.52 | 6.56 | 6.46 | 6.52 | 6.64  | +1.9  |                      |
| 5                 | Chantel Malone        | IVB Ilhas Virgens Britânicas | x    | x       | 6.55 | 6.53 | 6.62 | 6.52 | 6.62  | +0.9  | Recorde da temporada |
| 6                 | Akela Jones           | BAR Barbados                 | 5.67 | 6.53 NR | 6.28 | 6.51 | 6.60 | 6.22 | 6.60  | +1.2  | Recorde nacional     |
| 7                 | Irisdaymi Herrera     | CUB Cuba                     | 6.23 | 6.50    | 6.26 | 6.44 | 6.44 | 6.43 | 6.50  | +2.3  |                      |
| 8                 | Quanesha Burks        | USA Estados Unidos           | 6.41 | 6.47    | 6.35 | 6.43 | x    | 6.43 | 6.47  | +1.4  |                      |
| 9                 | Keila Costa           | BRA Brasil                   | x    | 6.41    | x    |      |      |      | 6.41  | +2.7  |                      |
| 10                | Eliane Martins        | BRA Brasil                   | x    | x       | 6.40 |      |      |      | 6.40  | +1.4  |                      |
| 11                | Yulimar Rojas         | VEN Venezuela                | x    | x       | 6.36 |      |      |      | 6.36  | +1.5  |                      |
| 12                | Paola Mautino         | PER Peru                     | 6.11 | 6.35    | 5.91 |      |      |      | 6.35  | +1.7  |                      |
| 13                | Macarena Reyes        | CHI Chile                    | 5.99 | x       | 5.86 |      |      |      | 5.99  | +0.1  |                      |
| 14                | Yilian Durruthy       | CUB Cuba                     | x    | 5.94    | 5.92 |      |      |      | 5.94  | +1.2  |                      |
| 15                | Yuliana Angulo        | ECU Equador                  | x    | 5.76    | x    |      |      |      | 5.76  | +1.4  |                      |

Legenda
| Recorde mundial                  | Recorde mundial (World record)               |                       | Recorde africano                      | Recorde africano (African) |                                           | Q | Classificado por posição (Qualified) |
| Recorde dos Jogos Pan-Americanos | Recorde pan-americano (Pan-American record)  | Recorde da América    | Recorde da América (Americas)         | q                          | Classificado por melhor tempo (Qualified) |   |                                      |
| Melhor marca do ano              | Melhor marca do ano (World leading)          | Recorde asiático      | Recorde asiático (Asian)              | DNS                        | Não largou (Did not start)                |   |                                      |
| Recorde nacional                 | Recorde nacional (National record)           | Recorde europeu       | Recorde europeu (European)            | DNF                        | Não terminou (Did not finish)             |   |                                      |
| Recorde pessoal                  | Recorde pessoal do atleta (Personal best)    | Recorde da Oceania    | Recorde da Oceania (Oceania)          | DSQ / DQ                   | Desclassificado (Disqualified)            |   |                                      |
| Recorde da temporada             | Recorde da temporada do atleta (Season best) | Recorde sul-americano | Recorde sul-americano (South America) | NM                         | Sem marca (No mark)                       |   |                                      |